# 비지박스
비지박스(BusyBox)는 하나의 실행 파일 안에 스트립 다운된 일부 유닉스 도구들을 제공하는 소프트웨어이다. 리눅스, 안드로이드, FreeBSD와 같은 다양한 POSIX 환경에서 실행되지만 도구들 중 다수가 리눅스 커널이 제공하는 인터페이스와 함께 동작하도록 설계되어 있다. 자원이 매우 적은 임베디드 운영 체제를 위해 작성되었다. 제작자들은 이를 임베디드 리눅스의 스위스 군용 칼로 불렀는데, 그 이유는 하나의 실행 파일이 300개 이상의 개별 명령들의 기본 기능들을 대체하기 때문이다. GNU GPL v2 조항에 의거하여 자유 소프트웨어로 출시된다.

## 예시
비지박스에 포함된 '명령(기능)'들은 비지박스를 실행할 때 자신의 이름을 인수로 추가함으로써 간편히 실행할 수 있다:
/bin/busybox ls
실행을 원하는 명령어 이름들은 하드 링크나 심볼릭 링크를 이용하여 비지박스 실행 파일에 연결시켜 사용하는 것이 보통이다. 즉, 비지박스는 argv의 0번 요소를 읽어들여 호출된 이름을 찾은 다음 적절한 명령을 실행한다. 이를테면 다음과 같다.
/bin/ls
/bin/ls 뒤에 /bin/busybox로 연결된다.
비지박스는 자신의 이름을 "ls"로 간주하고 "ls" 프로그램처럼 동작한다.

## 같이 보기
- GNU 코어 유틸리티
- util-linux
- 임베디드 리눅스